# Seize the light
「seize the light」（シーズ・ザ・ライト）は、globeの28枚目のシングル。2002年11月27日にavex globeから発売された。

## 解説
表題曲「seize the light」は、YOSHIKIが2002年9月にglobeへ加入し、制作に携わった唯一の楽曲である。 小室哲哉がYOSHIKIとコラボレーションするのは、1992年にV2としてリリースした「背徳の瞳〜Eyes of Venus〜」以来およそ10年ぶりである。テレビ朝日系海外ドラマ『ダークエンジェル』日本イメージソングに起用された。
YOSHIKIがMIDIのプログラミングを含めてDAWソフトのDigidesign Pro Toolsを使用し、小室とやりとりを行った。YOSHIKIが2005年にリリースしたクラシック・アルバム『ETERNAL MELODY II』にクラシック・バージョンが収録されている。また、小室とKEIKOの結婚披露宴ではYOSHIKIがピアノ・コンチェルト形式にアレンジしたものを演奏した。
2005年のインタビューで小室は「彼はとてつもなく長い時間軸で音楽を作る。僕らの10年間が彼にとっては1年間なのかもしれない。もっと長いのかもしれないけど、本当の芸術家ですよ。僕は、その反対にもっとこう、コンビニエンスストアというか、手軽に短いスパンで音楽を作る。今はその時間軸がガチっと上手く合うのを待ってる」とコメントしている。

## 収録曲
| #         | タイトル                           | 作詞                           | 作曲      | 編曲      | 時間  |
| --------- | ---------------------------------- | ------------------------------ | --------- | --------- | ----- |
| 1.        | 「seize the light」                | YOSHIKI・小室哲哉・RAP詞: MARC | YOSHIKI   | YOSHIKI   | 6:30  |
| 2.        | 「compass」                        | KEIKO・RAP詞: MARC             | 小室哲哉  | 小室哲哉  | 5:33  |
| 3.        | 「seize the light (Instrumental)」 |                                |           |           | 6:28  |
| 4.        | 「compass (Instrumental)」         |                                |           |           | 5:29  |
| 合計時間: | 合計時間:                          | 合計時間:                      | 合計時間: | 合計時間: | 24:00 |

## クレジット
- Produced : globe
- Mixed : 小室哲哉
- Additional Arrangement (#1) : 小室哲哉
- All Synthesizers Performed : 小室哲哉, YOSHIKI
- Guitars : YOSHIKI

## 収録アルバム
seize the light
- LEVEL 4（アルバムバージョン）
- 8 Years ～Many Classic Moments～（DARK ANGEL Version）
- globe decade -single history 1995-2004-

compass
- LEVEL 4（アルバムバージョン）